# Carel van Savoyen

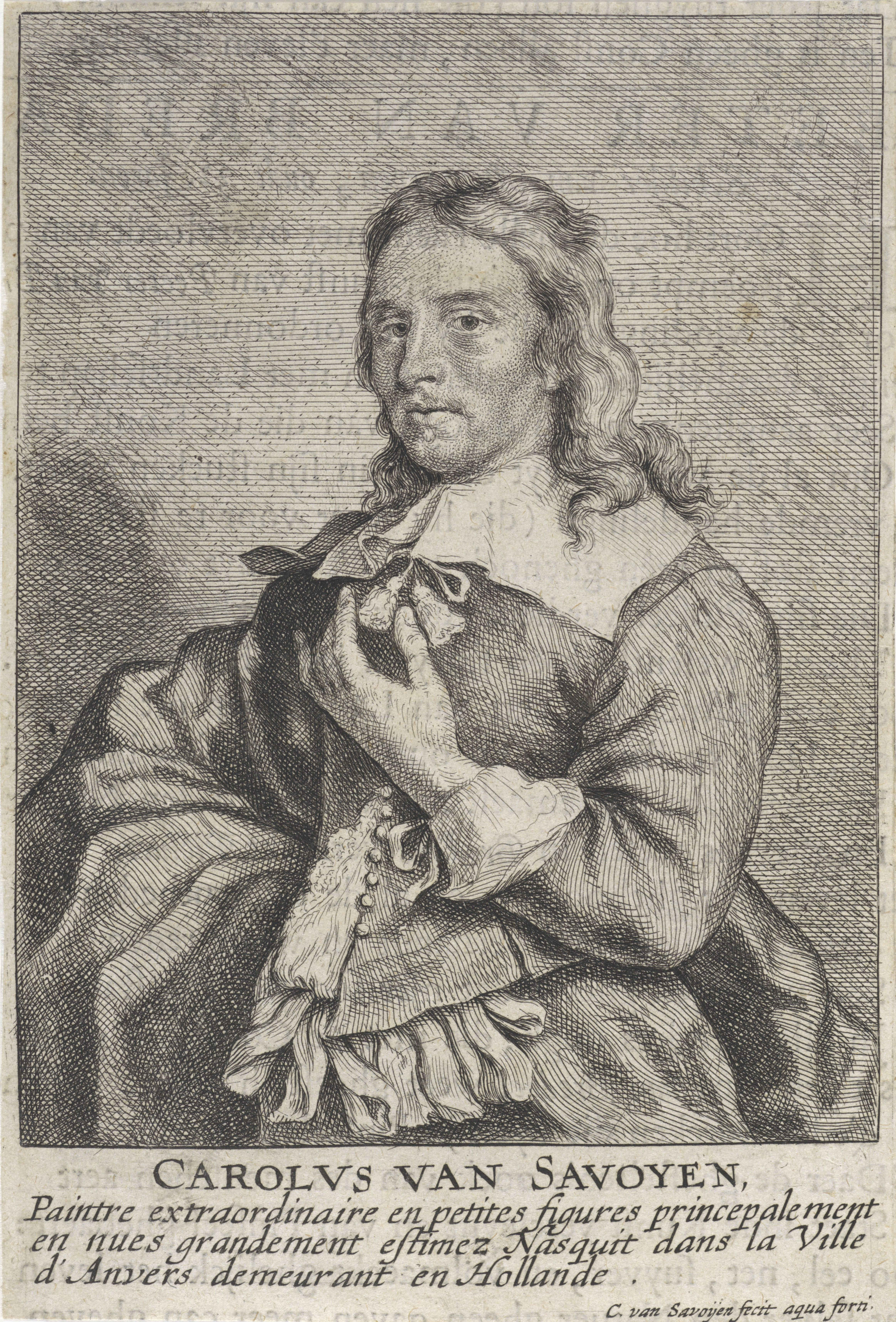
Carel van Savoyen (zelfportret)

Carel van Savoyen, ook wel Carel van Savoy genoemd, (1620/21–1665) was een Vlaamse schilder, tekenaar en graficus welke actief was in Antwerpen en Amsterdam.
Hij is vooral bekend door zijn historische schilderijen en portretten maar hij schilderde ook allegorieën en genrestukken.
- Biografisch Portaal: 10615248
- Digitale Bibliotheek voor de Nederlandse Letteren: savo005
- Gemeinsame Normdatei: 134011325
- Library of Congress Control Number: no2015128959
- RKD-Nederlands Instituut voor Kunstgeschiedenis: 69931
- Union List of Artist Names: 500005770
- Virtual International Authority File: 122143620
- WorldCat: E39PCjwvvpgBwvtctm9mQdWrWP